# Serge Pauwels
Serge Pauwels (* 21. November 1983 in Lier) ist ein ehemaliger belgischer Radrennfahrer.

## Karriere
Serge Pauwels begann seine internationale Karriere 2004 bei dem Farmteam des niederländischen ProTeams Rabobank. 2006 wechselte er zum belgischen Professional Continental Team Chocolade Jacques. In seinem ersten Jahr dort wurde er bei der Tour de l’Avenir Etappenzweiter auf dem sechsten Teilstück und beendete das Rennen in der Gesamtwertung auf dem vierten Rang jeweils hinter dem Sieger Moisés Dueñas. Bei der Tour Down Under 2007 gewann er die Bergwertung.
2009 wechselte Pauwels zum Cervelo Test Team. Bei seinem ersten Start bei einer Grand Tour, dem Giro im selben Jahr, belegte er auf der 15. Etappe Platz zwei hinter Leonardo Bertagnolli. Da dessen Resultate 2014 wegen Dopings annulliert wurden, wurde Pauwels nachträglich als Etappensieger notiert. 2010 bekam er einen Vertrag beim Team Sky und blieb bis Ende 2011. Für das Jahr darauf unterschrieb Pauwels bei Omega Pharma-Quick Step. Mit diesem Team siegte er beim Mannschaftszeitfahren der Tour de l’Ain. Bei der Tour de France 2015 belegte er Platz 13. Zuvor war er zum Jahresanfang zum südafrikanischen Team MTN-Qhubeka gewechselt. Im Jahr darauf wurde er Zweiter auf der 14. Etappe der Tour de France bei der Bergankunft auf dem Chalet Reynard. Zudem wurde Serge im gleichen Jahr für die Teilnahme an den Olympischen Spielen im Straßenrennen in Rio de Janeiro nominiert und belegte Platz 22.
Im Jahr 2017 gewann Pauwels die Gesamtwertung und eine Etappe Tour de Yorkshire. Ihm gelangen damit seine ersten individuellen internationalen Siege. Auf der 15. Etappe der Tour de France 2018 stürzte Pauwels im Sprint der zweiten Verfolgergruppe infolge eines durch Damien Howson verursachten Sturzes, brach sich den Ellenbogen und startete nicht zum nächsten Abschnitt.
Im Oktober 2020 verkündete der 36-jährige Pauwels seinen Rücktritt vom aktiven Leistungsradsport zum Ende der Saison.

## Berufliches
Nach seinem Rücktritt wurde Pauwels vom belgischen Radsportverband Belgian Cycling als Development Trainer der Nationalmannschaft verpflichtet. Bei der Tour de France 2022 war er für das belgische Radio als Kommentator tätig. 

## Erfolge
2009
- eine Etappe Giro d’Italia

2012
- Mannschaftszeitfahren Tour de l’Ain

2017
- Gesamtwertung und eine Etappe Tour de Yorkshire

2019
- Hammer Chase Hammer Stavanger

## Grand Tours-Platzierungen
| Grand Tour            | 2009 | 2010 | 2011 | 2012 | 2013 | 2014 | 2015 | 2016 | 2017 | 2018 | 2019 | 2020 |
| --------------------- | ---- | ---- | ---- | ---- | ---- | ---- | ---- | ---- | ---- | ---- | ---- | ---- |
| Giro d’ItaliaGiro     | 33   | –    | –    | 47   | 77   | 31   | –    | –    | –    | –    | –    | –    |
| Tour de FranceTour    | –    | 107  | –    | –    | –    | –    | 13   | 42   | –    | DNF  | 77   | –    |
| Vuelta a EspañaVuelta | –    | –    | –    | 24   | 31   | –    | –    | DNF  | DNF  | –    | –    | –    |